# 切尔尼茨
切尔尼茨（德語：Tschernitz）是德国勃兰登堡州的市镇，隶属于施普雷-奈瑟县，总面积为13.26平方千米，截至2023年12月31日总人口为1,155人。